# Dave Meltzer
David Allen Meltzer (New York, 24 ottobre 1959) è un giornalista statunitense che si occupa principalmente di sport da combattimento come il wrestling e le arti marziali miste.
Meltzer è l'editore del Wrestling Observer Newsletter fin dal 1983, ma ha scritto anche per il Los Angeles Times e lo Yahoo! Sports; è inoltre un docente universitario alla Stanford University di Palo Alto, dove spiega molti aspetti riguardanti il business che circonda il mondo del wrestling e delle arti marziali miste.
Nel maggio del 2013 è stato definito come "giornalista sportivo più esperto del mondo" da parte di Frank Deford di Sports Illustrated.

## Biografia
David Allen Meltzer è nato e vissuto a New York fino all'età di dieci anni, prima che la sua famiglia si trasferisse a San Josè. Nel 1982 si è laureato in giornalismo alla San Josè State University e ha incominciato a lavorare come scrittore sportivo per il Wichita Falls Times Record News e il Turlock Journal.
Meltzer ha dimostrato interesse verso il wrestling fin dall'adolescenza, redigendo molti articoli in cui riportava i territori della National Wrestling Alliance all'infuori di Los Angeles e San Francisco. Nel 1993, con la nascita della Ultimate Fighting Championship, ha iniziato a seguire anche le arti marziali miste.

## Metodo di valutazione
Meltzer ha reso popolare il sistema di voto detto "star rating" ideato da Jim Cornette: esso ha lo scopo di valutare i match su una scala da zero a cinque stelle in modo simile a quello usato da molti critici cinematografici. La valutazione, ovviamente, è largamente soggettiva ma generalmente prende in considerazione la quantità di azione e di workrate, la difficoltà e la varietà delle mosse usate, la storia dei workers e della loro faida, lo sviluppo della storyline nel corso del match e infine la reazione complessiva del pubblico presente nell'arena.
I match premiati con il massimo punteggio sono piuttosto rari (solo 257). Dynamite Kid e il primo Tiger Mask (Satoru Sayama) sono stati i primi a ricevere tale riconoscimento mentre Will Ospreay è colui che vanta il maggior numero di match a cinque stelle o più, ben 47 (al 7 gennaio 2025).
Sebbene tale sistema di valutazione rappresenti solo l'opinione soggettiva di un individuo, diversi wrestler tra cui Bret Hart hanno affermato di essere orgogliosi dell'elogio del WON.
Il 4 gennaio 2017 il match tra Kenny Omega e Kazuchika Okada, tenutosi in occasione del pay-per-view Wrestle Kingdom 11 della NJPW, è stato valutato con sei stelle; il rematch, tenutosi all'evento Dominion 6.11 l'11 giugno, ha superato tale record raggiungendo la valutazione di 6.25 stelle mentre il terzo match, tenutosi il 9 giugno 2018 a Dominion, ha raggiunto il punteggio di 7 stelle. Sempre nel 2017 Omega ha dato luogo ad un incontro, stavolta contro Tetsuya Naito, valutato 5.75 stelle.

## Riconoscimenti
- Cauliflower Alley Club
  - James Melby Historian Award (2017)[6]
- Lou Thesz Professional Wrestling Hall of Fame
  - Jim Melby Award (2016)[7]